# Lago Soda
Il lago Soda è un lago asciutto al termine del fiume Mojave nel deserto del Mojave nella contea di San Bernardino in California. 
Il lago contiene acqua nei soli periodi di pioggia mentre l'acqua può essere trovata sotto la sua superficie.
Assieme al lago Silver rappresenta ciò che resta del grande lago Mojave presente nell'Olocene.
L'acqua del lago, senza sbocco, evapora lasciando evaporiti alcaline di carbonato di sodio e di bicarbonato di sodio.
Il lago si trova nella parte sud della Interstate 15.